# Anilazine
Anilazine (ISO-naam) is een verouderd fungicide uit de groep van triazineverbindingen. Het werd rond 1955 geïntroduceerd. Het was ontwikkeld door de Ethyl Corporation. Handelsnamen van de stof waren onder andere Dyrene en Zinochlor.
Anilazine heeft een breed werkingsspectrum. Het werd vooral gebruikt voor de bestrijding van schimmels op grasland en gazons, maar ook op tomaten, aardappelen, sierplanten en verschillende groenten.
In de meeste westerse landen wordt het niet meer gebruikt. In de Verenigde Staten werd het in 1992 vrijwillig uit de markt genomen; niet omdat het product onveilig was maar vanwege de hoge kosten om een nieuwe toelating te verkrijgen van de stof, waarvan de octrooibescherming inmiddels voorbij was. Ook in de Europese Unie is anilazine niet meer toegelaten.